# Асл
Асл (Ausile, древненорв. Hásli; убит в 867) — скандинавский король Дублина (ок. 863 — ок. 867), брат Олава Белого и Ивара (Имара) I.

## Биография
«Фрагментарные анналы Ирландии» сообщают, что Асл был братом дублинских королей Олава Белого и Ивара.
Согласно ирландским анналам, Асл впервые упоминается в 863 году, когда он вместе с братьями Олавом и Иваром разграбил ирландские доисторические курганы Бру-на-Бойн.
В 866 году Асл присоединился к экспедиции своего брата Олава Белого в Шотландию, а другой брат, Ивар (Имар), вероятно, вместе с «великой армией» викингов воевал в Мерсии, Восточной Англии и Нортумбрии. Братья-короли Асл и Олав разорили шотландские земли за Фортриу, захватили заложников и провели всю зиму во вражеских владениях.
В 867 году Олав Белый один вернулся из Шотландии в Ирландию. «Анналы Ульстера» сообщают, что Асл, один из трёх королей язычников, был убит своими родственниками. «Фрагментарные анналы Ирландии» заявляют, что Асл был убит Олавом Белым из-за ссоры с женой последнего. Жена Олава была дочерью Кинаэда, происхождение которого точно не определено. Возможно, это был Кеннет мак Альпин (ок. 810—858/859), король Шотландии, или Кинаэд мак Конайнг (ум. 851), король Бреги.
Единственный сын Асла, имя которого неизвестно, согласно «Анналам Ульстера» был убит в 883 году сыном Iergne и дочерью Маэлсехнайлла мак Маэла Руанайда. «Хроники скоттов» сообщают, что убийцами были ярл Оттир Чёрный и Муйргел, дочь верховного короля Ирландии Маэлсехнайлла мак Маэла Руанайда.